# Elthusa neocytta
Elthusa neocytta là một loài chân đều trong họ Cymothoidae. Loài này được Avdeev miêu tả khoa học năm 1975.